# Tebe-Tebe
Tebe-Tebe ist ein Ort und ein Community Council im Distrikt Berea im Königreich Lesotho. Im Jahre 2006 hatte der Bezirk eine Bevölkerung von 16.533 Personen.

## Lage
Der Ort liegt im Nordwesten des Landes.
Zum Council gehören die Orte:
| - Ha ’Matanki - Ha Neko - Ha Boimamelo - Ha Jane - Ha Johane - Ha Lefoleri - Ha Lejone - Ha Lenkoane - Ha Leponesa - Ha Lereko - Ha Lethokonyane - Ha Leutsoa - Ha Macheche - Ha Majoro - Ha Makhatseane - Ha Makhula - Ha Malefetsane (Ha Ntlama) - Ha Mapeshoane (Malimong) | - Ha Matjotjo - Ha Matsipe - Ha Mika - Ha Mohatlane - Ha Moholobela - Ha Mokhameleli - Ha Mokhethi - Ha Mokolanyane - Ha Molahli - Ha Mona - Ha Monethi - Ha Moorosane - Ha Morake - Ha Naleli - Ha Nkhahle - Ha Ntlama - Ha Ntsekhe - Ha Pii | - Ha Pitso - Ha Ramaema - Ha Ramapaeane - Ha Ramaqele - Ha Ramosenyehi - Ha Selei - Ha Sello - Ha Tello - Ha Tsai - Ha Tsikoane - Ha Tsikoane Phalole - Ha Tsimatsi - Liolong - Lipohong - Litooaneng - Masuoeng |